# Carraraite
La carraraite è un minerale appartenente al gruppo dell'ettringite.

## Etimologia
Il nome deriva dalla località di scoperta: Carrara, nelle Alpi Apuane.